# La Fabrique à chansons
Albums de Les Ogres de Barback
Comment je suis devenu voyageur Pitt Ocha et la tisane de couleurs
La Fabrique à chansons est le treizième album des Ogres de Barback de 2012.

## Titres
| No  | Titre                           | Durée |
| --- | ------------------------------- | ----- |
| 1.  | Comment je suis devenu voyageur | 04:02 |
| 2.  | Le Daron                        | 03:45 |
| 3.  | Entre tes saints                | 03:02 |
| 4.  | Je n'suis pas courageux         | 04:45 |
| 5.  | Solène de Grenoble              | 03:42 |
| 6.  | Madame Solène SVP               | 01:28 |
| 7.  | Jojo                            | 04:14 |
| 8.  | Marcelle de Sarcelles           | 03:00 |
| 9.  | Petite Fleur                    | 03:25 |
| 10. | Le Roi des Kongs                | 05:20 |
| 11. | Ni dieu, ni dieue               | 03:02 |
| 12. | Cœur arrangé                    | 06:02 |
| 13. | N.L.T.                          | 07:09 |
| 14. | Salut à toi                     | 06:08 |
| 15. | Non remontant                   | 03:37 |